# I Miss You (Sarah-Engels-Lied)
I Miss You ist ein Song von Dieter Bohlen, der von Sarah Engels gemeinsam mit Pietro Lombardi interpretiert wird. Die Ballade ist die erste Singleauskopplung aus ihrem Debütalbum Heartbeat. I Miss You wurde von Dieter Bohlen produziert. Das Lied wurde am 17. Juni 2011 bei Polydor veröffentlicht.

## Musikvideo
Das Musikvideo zu I Miss You wurde auf der nordfriesischen Insel Amrum gedreht und am 14. Juni 2011 veröffentlicht. Im Musikvideo sieht man wie Sarah und Pietro Lombardi das Lied auf einer Hügellandschaft singen, außerdem tanzen beide miteinander, dabei lehnt sich das Musikvideo sehr an das Inhalt des Liedes. So sieht man, wie Sarah in einigen Szenen alleine den Strand am Wattenmeer entlang läuft. Am Anfang des Musikvideos sieht man Pietro an einem Motorrad, er ist auf der Suche nach seiner Freundin. Die Suche überdauert das ganze Musikvideo, bis sich Pietro und Sarah auf dem Strand treffen und umarmen.

## Kritik
Nach der Veröffentlichung wurden Stimmen laut, dass I Miss You viel Ähnlichkeit mit dem Lied Dilemma von Kelly Rowland und Nelly habe. Laut Auffassung einiger Kritiker soll sich Dieter Bohlen dabei bei dem Original bedient haben.

## Auftritte
Sarah und Pietro Lombardi sangen I Miss You unter anderem bei Wetten, dass..? auf Mallorca und Verstehen Sie Spaß?.

## Chartplatzierungen
| ChartsChartplatzierungen | Höchstplatzierung | Wochen |
| ------------------------ | ----------------- | ------ |
| Deutschland (GfK)        | 2 (13 Wo.)        | 13     |
| Österreich (Ö3)          | 6 (9 Wo.)         | 9      |
| Schweiz (IFPI)           | 14 (5 Wo.)        | 5      |